# Stockholms Engelbrekts distrikt
Stockholms Engelbrekts distrikt er et svensk folkeregisterdistrikt i Stockholms kommune og Stockholms län.
Distriktet ligger i den nordøstlige del af Stockholms innerstad eller mere præcist i Östermalms stadsdelsområde, og distriktet blev opretter den 1. januar 2016.
59°20′39″N 18°04′04″Ø / 59.34417°N 18.06778°Ø